# كأس النخبة اللبناني 2009
كأس النخبة اللبناني 2009 هو موسم من كأس النخبة اللبناني. فاز فيه نادي الصفاء اللبناني.